# Rudolf Nurejev
Rudolf Khametovitj Nurejev (født 17. marts 1938 i Irkutsk, Sovjetunionen, død 6. januar 1993 i Paris, Frankrig) var en sovjetiskfødt danser, som er en af 1900-tallets bedste mandlige dansere.
Han var danser ved Kirovballetten i Leningrad (nuværende Sankt Petersborg) fra 1959 og deltog i ensemblets gæstespil i Paris 1961 og søgte der om politisk asyl. Han vakte senere stor begejstring med sin dans på verdens balletscener. Oftest optrådte han med Royal Ballet i London, længe med Margot Fonteyn som partner. Hun var også hans partner på de fleste turneer i Storbritannien og Nordamerika. Som koreograf lavede Nurejev fortrinsvis nyopsætninger af klassiske værker (Svanesøen, Nøddeknækkeren o.a.), men som danser optrådte han i værker af moderne koreografer som Glen Tetley og Rudi van Dantzig. Han medvirkede også i flere film. Han var chef for Pariseroperaens ballet 1983-89. Han udgav selvbiografien Nurejev (1962).